# Mladý ječmen

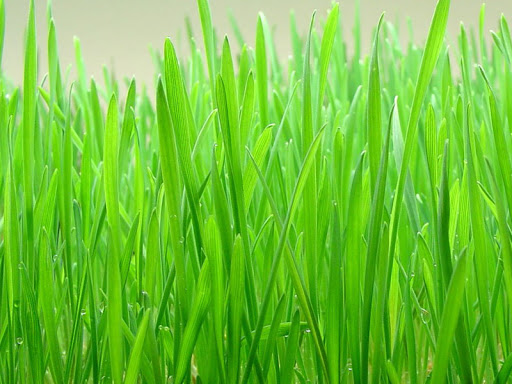
Zelený ječmen

Mladý ječmen (anglicky barley grass), též zelený ječmen, představuje zelené listy z mladých rostlin ječmene setého (Hordeum vulgare), který se řadí mezi čeleď lipnicovité. Jedná se o potravinu a doplněk stravy. Řadí se mezi tzv. „zelené potraviny“, tento pojem označuje mladé rostliny v raném období růstu, kdy obsahují významnou koncentraci živin a biologicky aktivních látek potřebné pro svůj vývoj a ochranu. Sklízí se ve vegetativní fázi vývoje rostliny, cca. 2 týdny po zasetí pří výšce 30 až 60 cm. Zpracovává se vylisováním šťávy z listů nebo usušením listů a rozemletím na prášek.

## Obsahové látky
Mladý ječmen obsahuje mnoho nutričních a biologicky aktivních látek. Uvádí se významný obsah minerálních látek, polyfenolů, vitaminů, monosacharidů (glukózy a fruktózy), aminokyselin (kyseliny asparagové a glutamové), vlákniny, enzymů a chlorofylu. Sušený mladý ječmen obsahuje ve 100 g 57,9 % sacharidů, 29,5 % vlákniny, 27,3 % bílkovin a 4,57 % tuku. Z minerálních látek je významné zastoupení vápníku (479,4 mg/100 g), železa (23,3 mg/100 g), hořčíku (183,2 mg/100 g) a draslíku (3384 mg/100 g). Mladý ječmen se vyznačuje vysokým obsahem antioxidantů. Mezi hlavní antioxidanty patří flavonoidy (např. lutonarin a saponarin), enzymy superoxid dismutáza (SOD) a kataláza (CAT), beta-karoten a vitaminy C (251,6 mg/100 g) a E (15 mg/100 g). Z vitaminů také obsahuje vitamin A (20,5 mg/100 g), kyselinu listovou (označovanou též jako folát, vitamin B9), vitaminy B1 (0,61 mg/100 g), B2 (1,56 mg/100 g), kyselinu pantothenovou (vitamin B5) a vitamin B6 (1,12 mg/100 g). Nicméně velké množství látek je nestabilní a je ničeno teplem.  Navíc zůstává otázkou, jaká je skutečná využitelnost uvedených látek pro lidský organismus.

## Zpracování
Paulíčková et al. (2007) analyzovali obsahové látky mladého ječmene a zjistili, že obsah vitaminu C, polyfenolů, kyseliny ferulové, monosacharidů a aminokyselin klesá se stářím rostliny. Způsob zpracování vylisováním šťávy z celé rostliny ječmene je dosaženo vysokého výtěžku živin. Dalším způsobem zpracování může být usušení listů ječmene a následné rozemletí na prášek. Paulíčková et al. (2007) hodnotili nejšetrnější způsob konzervace pro uchování obsahových látek, zejména folátu, polyfenolů a antioxidantů. Nejšetrnějším způsobem konzervace bylo zhodnoceno zmrazení vylisované šťávy. Autoři se shodují, že nejméně šetrný způsob konzervace je fludní sušení. Kopáček et al. (2007), který zkoumal vliv způsobu konzervace na aktivitu katalázy, uvádí, že šetrným způsob je použití hydrostatického tlaku. Ovšem obsah nutričních látek je také závislý na růstové fázi rostliny a dalších faktorů, například druhu ječmene, místo růstu, půdě, a právě způsobu zpracování. Na obalech doplňků stravy lze obvykle najít způsob zpracování daného produktu.

## Mechanismus účinku

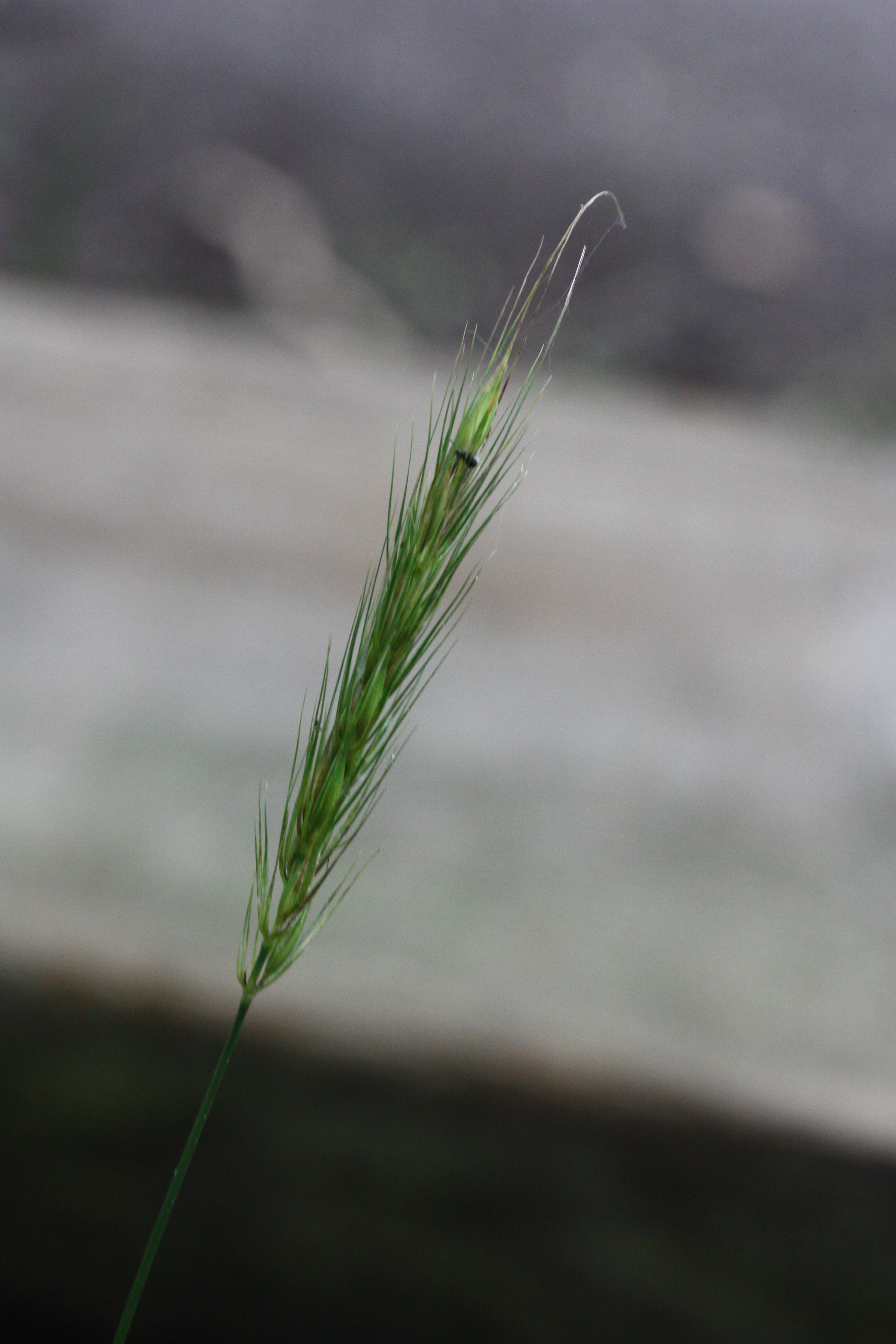
Mladý ječmen

Mladý ječmen je bohatý zdroj antioxidantů, které zabraňují oxidativnímu stresu. Ve studiích byla zkoumaná antioxidační aktivita flavonoidů. Studie popisují mnoho pozitivních účinků flavonoidů, právě díky své antioxidační aktivitě a schopnosti tvořit chelatační vazby. Flavonoidy reagují s velkým množstvím radikálů. Studie zjistily významný antioxidační účinek saponarinu (726,2 mg/100 g) a lutonarinu (342,9 mg/100 g). Saponarin inhibuje tvorbu malonaldehydu (MA), který je produktem pokročilé lipidové peroxidace (ALEs). Aktivita je srovnatelná s antioxidační aktivitou butylhydroxytoluenu (BHT) a alfa-tokoferolu (vitaminu E). Saponarin na rozdíl od alfa-tokoferolu působí u tuků s vyšším počtem dvojných vazeb (např. u rybího tuku), také významně působí na omega 3 mastné kyseliny. Tyto tuky s vyšším počtem dvojných vazeb přispívají udržení k normální hladině cholesterolu v krvi a mají významnou úlohu v prevenci srdečně-cévních onemocnění.  Právě lipidová peroxidace je totiž dávána do souvislosti s nemocemi, jako je ateroskleróza, diabetes mellitus, Alzheimerova choroba nebo rakovina.
Další antioxidant izolovaný z extraktu mladého ječmene je enzym kataláza. Jeho nejvyšší aktivita byla zjištěna na konci odnožování (DC 29), což je brzká růstová fáze vývoje rostliny. Funkcí enzymu je ochrana buněk před toxickým působením peroxidu vodíku, který je produkován v peroxizomech oxidázami při beta-oxidaci mastných kyselin, glyoxalátového cyklu nebo při katabolismu purinů. Kataláza, která se řadí do skupiny oxidoreduktáz, katalyzuje rozklad peroxidu vodíku na vodu a kyslík.
Studie na myších zkoumaly imunostimulační aktivitu látek izolovaných z mladého ječmene. Výsledky ukazují, že látka zodpovědná za stimulaci intestinálního imunitního systému je polysacharidová frakce obsahující hemicelulózu glukuronoarabinoxylan (GAX) a pektin rhamnoglacturonan-I (RG)-I. Bylo zjištěno, že polysacharidová frakce, zejména pak její složka GAX, stimuluje aktivitu imunitních buněk. Perorálním podáváním polysacharidové frakce byla dosažena zvýšená produkce imunoglobulinu A (IgA) a také se zvýšila hladina cytokinů souvisejících s IgA. Výsledky studie naznačují, že by příjem polysacharidové frakce bohaté na GAX a (RG)-I z mladého ječmene mohl vést k posílení intestinálního imunity. Studie jsou však pro využití v praxi nedostatečné.
Výsledky studie naznačují, že fytochemikálie mladého ječmene mohou indukovat apoptózu v nádorových buňkách, zabraňovat progresi buněčného cyklu a inhibovat proliferaci rakovinných buněk karcinomu prsu u krys in vivo a adenokarcinomu prsu u lidských buněk in vitro. Protinádorové účinky byly pozorovány i u adenokarcinomu plic a tlustého střeva. Práce navrhují potenciální využití k prevenci nádorových onemocnění, díky svému obsahu prospěšných látek. Studie jsou nicméně zatím experimentální.
Mladý ječmen je zkoumám i ve spojení pozitivního účinku na gastrointestinální trakt zejména díky obsahu vlákniny. Takano et al. (2013) uvádí vliv vlákniny z ječmene na postprandiální glykemii. Suplementací bylo dosaženo potlačení nárůstu postprandiální glykemie u potkanů. V případě klinické studie byl efekt pouze u účastníků s hyperglykemií. V další studii  bylo diabetikům 2. typu podáváno denně 1,2 g prášku mladého ječmene po dobu 60 dnů. Byl zjištěn signifikantní pokles glykemie na lačno, snížení glykovaného hemoglobinu, celkového cholesterol, LDL-cholesterolu a vzestup HDL-cholesterolu. Pokles cholesterolu je připisován β-sitosterolu, který potlačuje vstřebávání cholesterolu ve střevě a chrání před oxidací LDL-cholesterolu, a tím snižuje riziko rozvoje aterosklerózy. Vzhledem k tomu, že klinické studie byly prováděny na malém počtu účastníků, nelze z nich vyvozovat validní závěry.

## Nežádoucí účinky, vliv na těhotenství a laktaci
Jsou známy hypersenzitivní reakce na bílkovinu ječmene v zrnu. Zelené části mladého ječmene neobsahují bílkoviny vyskytující se v zrnu, nicméně by měla být zvýšená opatrnost v užívání u lidí s celiakií.  Nejsou dostatečná data o bezpečnosti a vlivu v těhotenství a kojení.

## Dávkování
Jako doplněk stravy se prodává ve formě prášku nebo tablet. Na obalech doplňků stravy se uvádí dávkování prášku v rozmezí 2 – 3 g na den rozdělený většinou do dvou denních dávek či 6 tablet za den. Nicméně není stanovena bezpečná denní dávka.

## Závěr
Mladý ječmen je znám pro svůj obsah biologicky aktivních látek. Je spojován s mnoha potenciálními účinky. Zjištěné účinky nicméně vychází ze studií na zvířatech a studií in vitro. Kvůli nedostatku experimentálních výsledků in vivo není využití účinků mladého ječmene v praxi podpořeno. Neexistuje dostatečné množství důkazů, aby mohly být účinky považované za potvrzené. Z tohoto důvodu Evropský úřad pro bezpečnost potravin (EFSA) na základě vědeckého stanoviska neschválil zdravotní tvrzení o účincích mladého ječmene. Dále je otázkou skutečný obsah látek, který může být v každém produktu variabilní a závisí na různých faktorech, např. způsobu zpracování, druhu ječmene, růstové fázi rostliny, místo růstu nebo skladování konečného produktu.